# Tommy Wahlgren
Tommy Lennart Wahlgren, född 8 mars 1945 i Lokrume är en svensk journalist och radioman. Wahlgren började som journalist på Gotlänningen/Gotlands Tidningar för att sedan bli lokalradiochef på nystartade Radio Gotland 1977. Han var presschef på Svenska Spel 1989-2007 och är även känd som en av presentatörerna vid Keno-dragningen i tv, en roll som senare togs över av dottern Matilda. Wahlgren medverkade under många år i det årligen återkommande radioprogrammet Julöppet i Visby tillsammans med Bertil Perrolf. Wahlgren har också varit revymedlem i Närrevyn och programledare i SVT för underhållningsprogrammet Summarn kummar.